# Piotr Orzechowski
Piotr Orzechowski (Piotr Orzechowski, 31 de diciembre de 1990, Cracovia) es un pianista de jazz  y compositor polaco, conocido como Pianohooligan.

## Biografía
Finalista y ganador de los más reconocidos concursos de jazz polacos como "Jazz Juniors", "Jazz nad Odrą", "Krokus Jazz". Él es también un ganador de las dos competiciones más conocidas en Europa y en el mundo - "Montreux Jazz Piano Competition" y "Jazz Hoeilaart". Ha sido triple becario por el Ministerio de Cultura y Patrimonio Nacional Polaco.
En noviembre de 2012, lanza su álbum de debut en solitario con arreglos y obras inspiradas en la obra de Krzysztof Penderecki fue lanzado por el sello Decca Classics / Universal Music Poland label. Este es el primer álbum instrumental de Polonia registró en el prestigioso sello londinense Decca.
Ha trabajado con artistas y grupos como Krzysztof Penderecki, Adrian Utley de Portishead, Randy Brecker, Skalpel, Jacek Kochan, Paweł Mykietyn, Sławek Jaskulke, Dorota Miśkiewicz, Adam Bałdych, y otros.

## Discografía

### Experiment: Penderecki(noviembre de 2012)
Lista de canciones:
1. Capriccio per oboe
2. Polymorphia
3. Stabat Mater
4. Lacrimosa
5. Larghetto
6. Sinfonietta per archi - Allegro Molto
7. Sinfonietta per archi - Vivace
8. Aria
9. Sonorist Variation I
10. Sonorist Variation II
11. Sonorist Variation III
12. Sonorist Variation IV
13. Sonorist Variation V
14. Aria da capo

### Hopasacon High Definition Quartet (agosto de 2013)
Lista de canciones:
1. Intro
2. Estampida (Orzechowski)
3. Ana Maria (Shorter)
4. Alan's Birthday (Orzechowski)
5. Chciałam (Orzechowski)
6. Hopasa (Orzechowski)

### Bach Rewritecon Marcin Masecki and Capella Cracoviensis (Octobubre 2013)
Lista de canciones:
- Concerto for harpsichord, strings & continuo in F minor BWV 1056 (J.S. Bach) played by Orzechowski.

- Concerto for harpsichord, strings & continuo in E major BWV 1053 (J.S. Bach) played by Masecki.

- Concerto for 2 harpsichords, strings & continuo in C minor BWV 1062 (J.S. Bach) played by Orzechowski & Masecki.